# Félix Mathieu
Félix Mathieu (* 15. Oktober 1937 in Bellecombe) ist ein ehemaliger französischer Skilangläufer.
Mathieu trat international erstmals bei den Nordischen Skiweltmeisterschaften 1962 in Zakopane in Erscheinung, wobei er den 20. Platz über 15 km und den sechsten Platz mit der Staffel errang. Bei den Olympischen Winterspielen 1964 in Innsbruck belegte er den 23. Platz über 30 km, den 19. Rang über 15 km sowie zusammen mit Victor Arbez, Roger Pires und Paul Romand den sechsten Platz mit der Staffel und bei den Nordischen Skiweltmeisterschaften 1966 in Oslo den 29. Platz über 15 km, den 22. Rang über 15 km sowie den achten Platz mit der Staffel. Zwei Jahre später lief er bei den Olympischen Winterspielen in Grenoble auf den 44. Platz über 15 km und zusammen mit Victor Arbez, Philippe Baradel und Roger Pires auf den 11. Platz mit der Staffel. Letztmals international startete er bei den Nordischen Skiweltmeisterschaften 1970 in Štrbské Pleso, wobei er den 41. Platz über 30 km und den 37. Platz über 50 km errang.